# Alice Stewart

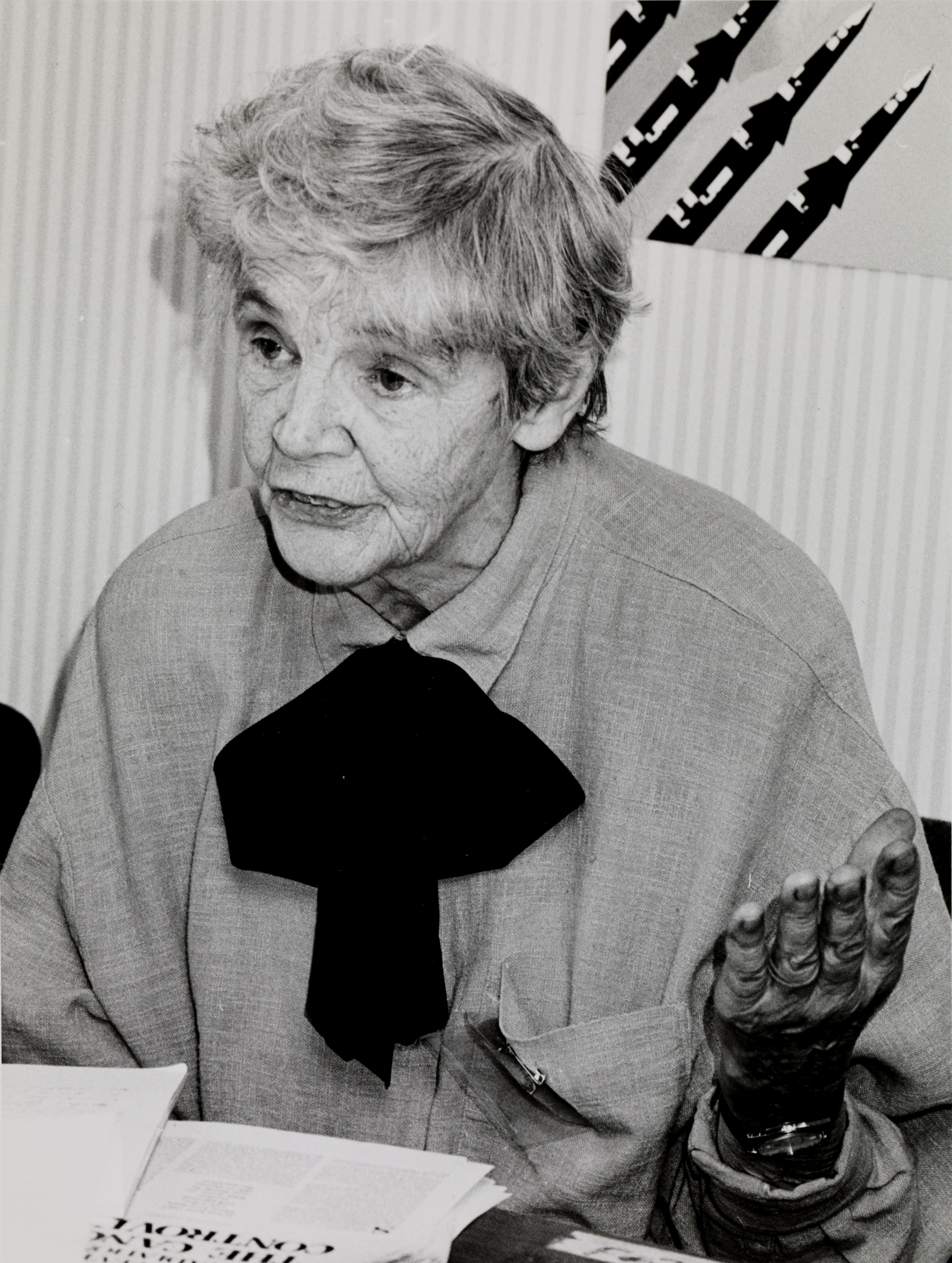
Alice Stewart, 1990

Alice Mary Stewart, geborene Alice Mary Naish (* 4. Oktober 1906 in Sheffield, Yorkshire, England; † 3. Juni 2002 in Oxford, Oxfordshire, England) war eine britische Epidemiologin, die sich auf die Untersuchung der gesundheitsschädigenden Wirkungen von Röntgenstrahlen auf den menschlichen Organismus spezialisiert hatte.

## Kindheit und Jugend
Alice Mary Stewart wurde 1906 als drittes von acht Kindern des Mediziners Albert Ernest Naish (1871–1964) und dessen Frau Lucy (geb. Wellburn) (1876–1967) in Sheffield geboren.
Ihr Vater arbeitete als Kinderarzt am Sheffield Royal Hospital und Sheffield Children’s Hospital und lehrte ab 1932 als Professor für Medizin an der University of Sheffield. Er war einer der Gründer und ab 1935 Präsident der British Paediatric Association (heute: Royal College of Paediatrics and Child Health). Ihre Mutter war eine der ersten Frauen in Großbritannien, die Medizin studiert hatten, und lehrte nach dem Ende des Ersten Weltkriegs Anatomie und Osteologie an der Sheffield Medical School.

## Ausbildung und erste Forschungen
Alice Mary Naish (Stewart) studierte Medizin am Girton College in Cambridge. Nach dem ersten Abschnitt ihres Studiums (Vorklinik) beabsichtigte sie, die zweite Phase ihrer Ausbildung („residency“) an einem der Krankenhäuser Sheffields zu absolvieren. Diese akzeptierten jedoch zu dieser Zeit noch keine Frauen in ihren „Residency“-Programmen. So blieb Alice Stewart nichts anderes übrig, als den letzten Teil ihrer Ausbildung an der 1874 gegründeten London School of Medicine for Women und dem Royal Free Hospital London (heute: Royal Free and University College Medical School) zu absolvieren. Das Royal Free Hospital London bildete seit 1877 (auch) Frauen zu Medizinern aus. Es war das erste – und zu dieser Zeit einzige – Lehrkrankenhaus, an dem Frauen dies ermöglicht wurde.
Schon Alice Stewarts Mutter hatte diese Möglichkeit genutzt und ihr Medizinstudium an dieser Schule/diesem Lehrkrankenhaus abgeschlossen. 1932 schloss Alice Stewart am Royal Free ihr Medizinstudium erfolgreich ab.
Nach Stationen beim Royal Manchester Children’s Hospital und der London School of Hygiene wurde sie Registrar in der Abteilung für Allgemeinmedizin am Royal Free Hospital.
Bei Ausbruch des Zweiten Weltkriegs hatte sie bereits die postgradualen Prüfungen des Royal College of Physicians (RCP) bestanden und das MRCP (Membership of the Royal College of Physicians) erlangt.
Sie wurde Beraterin am Royal Free Hospital und Elizabeth Garrett Anderson Hospitals in London (heute: University College Hospital (UCH) Elizabeth Garrett Anderson Wing), dann an einer Erste-Hilfe-Station in St. Albans. Als Großbritannien in den Zweiten Weltkrieg eintrat, wurden die meisten männlichen Ärzte zur Armee eingezogen. Um die so entstandenen Lücken zu füllen, waren Ärztinnen in Kliniken, als Werksärztinnen und für die medizinische Unterweisung nun sehr gefragt. In Folge untersuchte sie im Auftrag des Medical Research Councils (MRC) die Gesundheitsrisiken von Arbeitern in der Rüstungsindustrie, die mit TNT in Berührung kamen, eine Studie, die erst nach dem Ende des Zweiten Weltkriegs veröffentlicht wurde. Des Weiteren untersuchte sie die (gesundheits)schädigenden Auswirkungen von Tetrachlormethan oder auch das rätselhafte Auftreten von Tuberkulose unter den Arbeitern der Schuhproduktion.
Die Studien unterstrichen Alice Stewarts Kompetenz auf dem Gebiet der Epidemiologie. Kurz nach dem Ende des Zweiten Weltkriegs wurde ihr angeboten, 1. Assistentin von Leslie John Witts (1898–1982) in Oxford zu werden, was sie annahm. 1946 war sie Mitbegründerin des British Journal of Industrial Medicine. Im selben Jahr wurde sie zum „Fellow of the Royal College of Physicians“ ernannt, eine hohe Auszeichnung für die erst Vierzigjährige.
1943 war von John Alfred Ryle (1889–1950) das Nuffield Institute of Social Medicine an der University of Oxford ins Leben gerufen worden. Ryle war zum Professor für Sozialmedizin ernannt worden, womit dieser Fachbereich (Sozialmedizin/Epidemiologie) erstmals an einer englischen Universität etabliert wurde. 1947 nahm Alice Stewart eine Stellung als Assistentin an diesem Institut an. Professor John Ryle, der Leiter dieser Einrichtung, wollte die medizinischen Berufe und die Ärzteschaft stärken und mit den sozialen Bedürfnissen der Gesellschaft verknüpfen, indem er die Ursachen von Erkrankungen, insbesondere berufsbedingten Erkrankungen, zu seinem Forschungsschwerpunkt machte, um sich dann für entsprechende Verbesserungen im sozialen und beruflichen Umfeld einzusetzen. Dieses Forschungsprogramm interessierte Alice Stewart sehr und sie arbeitete gemeinsam mit Ryle bis zu dessen Tod im Jahre 1950.
Danach übernahm Alice Stewart die Leitung der Abteilung für Sozialmedizin, doch die medizinische Fakultät entwickelte sich in andere Richtungen und vernachlässigte dieses Fachgebiet, das damals wegen seiner (noch ungewohnten) Multidisziplinarität abgelehnt wurde. Man billigte Stewart zwar die Position einer Universitätsdozentin zu, bewilligte ihr aber nur einen minimalen Etat „der kaum ausreichte, die Gasrechnung zu bezahlen“ (Alice Stewart). Doch Stewart begann mit einem Forschungsstipendium von gerade mal 1 000 Pfund ihre (später) berühmten Untersuchungen über die Gründe von Krebserkrankungen in der Kindheit und Jugend.

## Forschungsergebnisse
Obwohl bereits früh vor den Risiken einer Schwangerschaftsdiagnose durch Röntgenstrahlen (Pelvimetrie) gewarnt worden war (etwa durch William H. Rollins (1852–1929)), blieben diese Warnungen viele Jahre unbeachtet.
Alice Stewart wies dann in ihren 1953 bis 1955 erhobenen und 1956/58 publizierten Forschungen nach, dass Kinder von Müttern, die während ihrer Schwangerschaft diagnostisch geröntgt worden waren, zweimal so häufig an Leukämie oder anderen Krebsarten erkrankten, als andere Kinder und erbrachte den wissenschaftlichen Nachweis, dass zwischen selbst geringer Strahlenexposition und Krebsmortalität ein ursächlicher Zusammenhang bestand.
Auch ihre dann mit dem Epidemiologen und Arbeitsmediziner Thomas Mancuso verfasste Studie über durch Verstrahlung verursachten Krankheiten der Arbeiter der Hanford Plutonium-Produktionsanlage im US-Bundesstaat Washington unterstrich nochmals die gesundheitsschädigenden Auswirkungen selbst geringster Strahlendosen (low-dose radiation, Niedrigstrahlung) auf den menschlichen Organismus.

## Ehrungen
1986 wurde Alice Stewart mit dem Right Livelihood Award ausgezeichnet. 1991 wurde sie mit dem Ramazzini-Award für Epidemiologie ausgezeichnet. Auf der 1. Internationalen Konferenz der Gesellschaft für Strahlenschutz 1992 in Kiel wurde ihr die Ehrenmitgliedschaft verliehen.